# RD-108

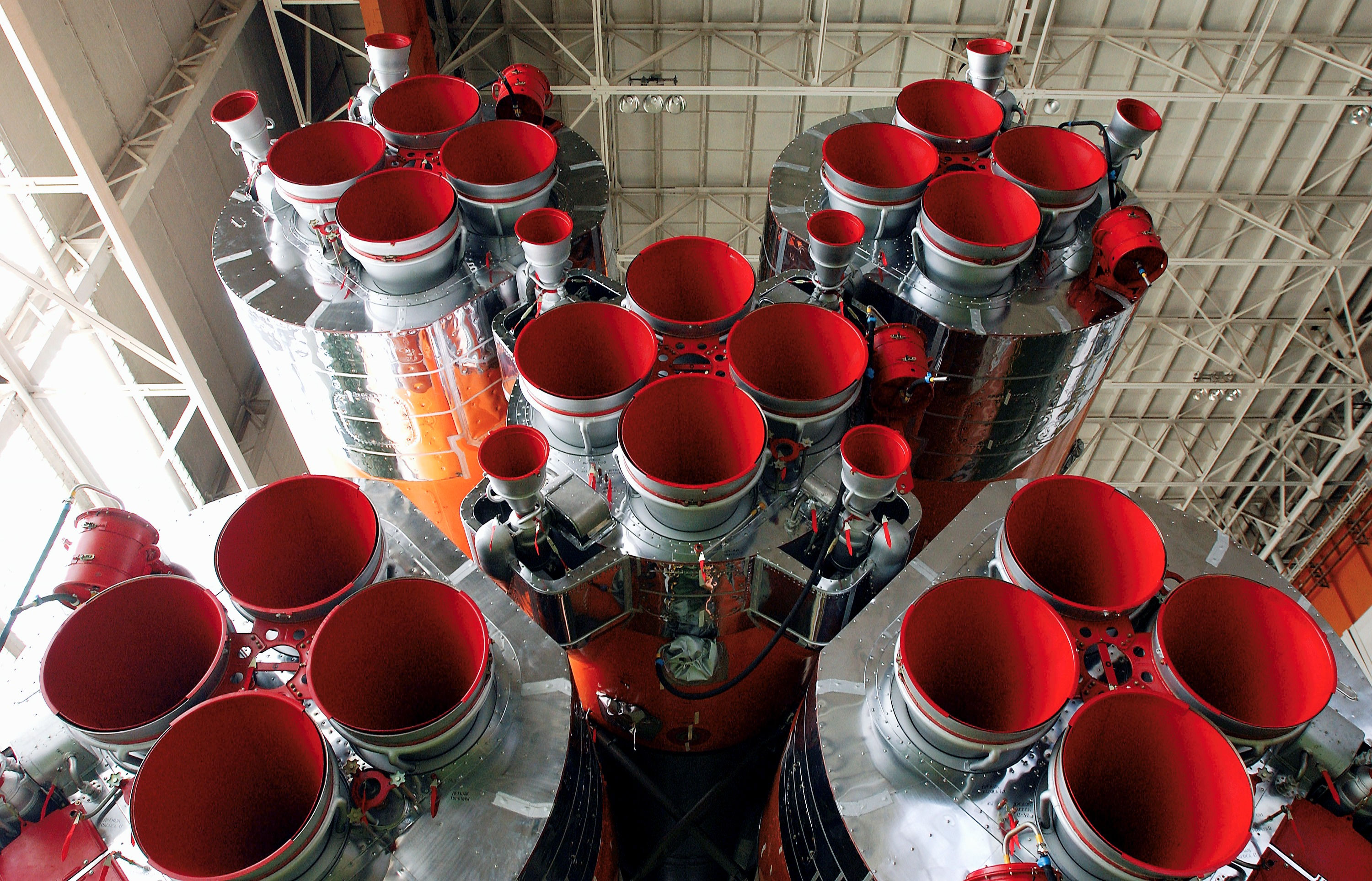
ソユーズ-FG の中心部がRD-108、外側の4基はRD-107

RD-108 (ロシア語: РД-108) は、1957年からR-7 (ロケット)に使用され、後にR-7を元に開発された宇宙ロケットソユーズロケットファミリーの2段に使用されているロケットエンジン。同じく1段(周囲の4本のブースター)にはRD-107エンジンが使われている。
RD-107とRD-108エンジンの主な違いは、バーニアスラスタの数が2基と4基と異なる点である。

## 設計・製造
RD-108はヴァレンティン・グルシュコの機体力学研究実験設計局(OKB-456、現NPOエネゴマシュ)で、1954年から1957年にかけてRD-107と並行して設計された。液体酸素とケロシンを推進剤とする。このエンジンは4基の燃焼室と、そこに推進剤を供給する1基のターボポンプで構成される。
現在でもRD-107とRD-108エンジンは、NPOエネゴマシュの監督のもとで、ロシアのサマーラの工場で製造されている。

## 派生型
RD-108エンジンについて、以下の改良が行われた。
- 8D75
- 8D727 (RD-108MM)
- 11D512 (RD-118)
- 14D21 (RD-108A)

14D21 (RD-108A)、14D22 (RD-107A)エンジンの開発は1986年に開始された。これらには新しいインジェクターヘッド設計が組み込まれ、比推力を向上させた。このエンジンは、2001年5月のプログレスM1-6補給船の打ち上げに使われたソユーズ-FGロケットに装備された。2002年10月からは有人のソユーズ宇宙船の打上げに使われるようになった。

## 仕様
RD-108 (8D75)
- 推力 744.3 kN (75,900 kgf) 打上げ時
- 推力 945.4 kN (96,400 kgf) 真空中
- 比推力 248秒 打上げ時
- 比推力 315秒 真空中
- 燃焼圧力 5.08 MPa (50.8 bar)
- 推進剤: 液体酸素/ケロシン(灯油)

RD-108A (14D21)
- 推力 792.4 kN (80,800 kgf) 打上げ時
- 推力 985.6 kN (100,500 kgf) 真空中
- 比推力 257.7秒 打上げ時
- 比推力 320.6秒 真空中
- 燃焼圧力 5.44 MPa (54.4 bar)
- 推進剤: 液体酸素/ケロシン(灯油)